# 노스다코타 주립 대학교

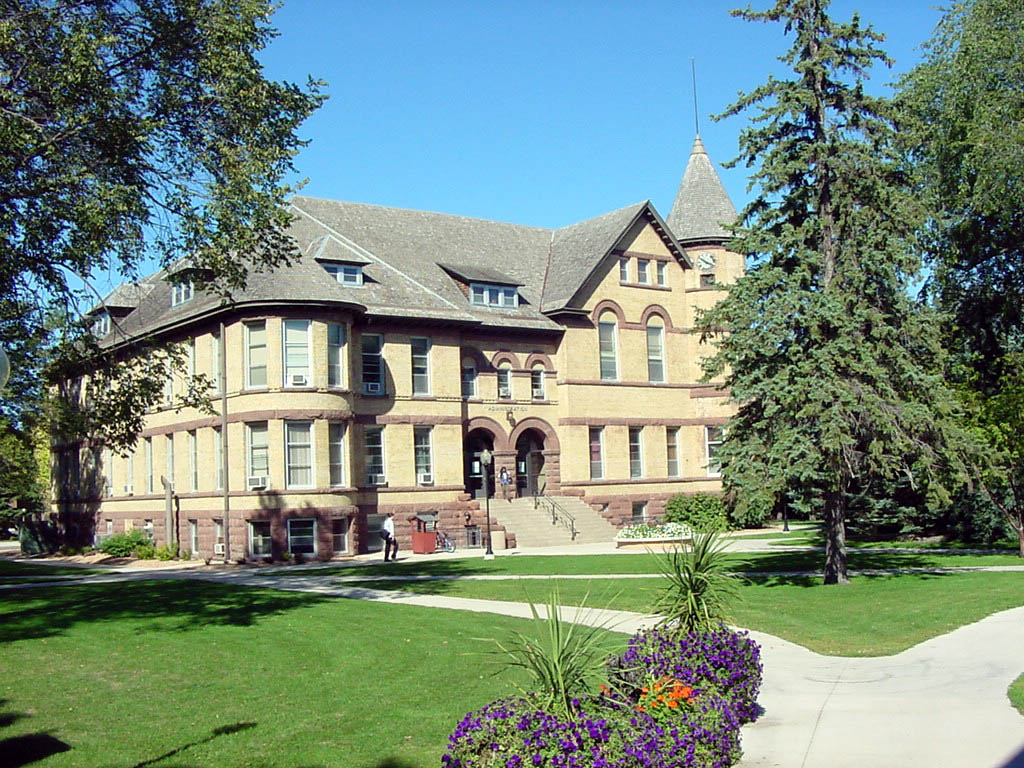

노스다코타 주립 대학교(North Dakota State University) 혹은 노스다코타 농업및응용과학 주립 대학교(North Dakota State University of Agriculture and Applied Sciences)는 미국 노스다코타주 파고에 위치한 공립 대학교이다. 1890년 주 정부에 의해 개교하였다. 노스다코타 대학에는 102개의 학부 전공, 170개의 학위 프로그램, 6개의 학부 과정 인증 프로그램, 79개의 학부 부전공, 81개의 석사 프로그램, 47개의 박사 프로그램, 10개의 대학원 과정 인증 프로그램이 개설되어 있다. 약 14,000 명의 학생들이 다니고 있으며, 이 중 80 여 개국에서 파견된 1,100 명의 국제학생들이 포함되어 있다. 75% 이상의 교수진이 박사 학위 소지자이며, 교수 한 명당 학생수는 약 19 명이다. 노스다코타 주립 대학교는 노스다코타 대학교와 함께 노스다코타 대학교 시스템을 구성하는 2개의 연구 중심 대학이다.

## 위치
미국 중북부 지역에 위치한 노스다코타주 파고는 서쪽으로는 대평원과 동쪽으로는 미네소타주의 삼림이 우거진 호수 지역을 끼고 있다. 또한 파고는 미네소타주의 무어헤드와 가까이 위치하고 있다.

## 대학간 연계
파고-무어헤드 지역의 다음 세 대학은 일명 Tri-College University라 불리는 대학 연맹체를 구성하고 있다. 미네소타 주립 대학 중 하나인 무어헤드 주립대학, 무어헤드에 위치한 루터교 계통의 사립대학인 콩코디아 칼리지, 그리고 노스다코타 주립대학교이다. 이 세 대학의 학생들은 주가 다른 타 학교에 가서도 별도 수업료 없이 자유롭게 강의를 들을 수 있다. 이는 비교적 작은 규모의 학교들의 학과나 교육자원의 제한 등을 극복하는 데에 도움이 되고 있다.

## 학생 구성
노스 다코타 주립대학 학생수는 총 1만 2천여명, 이 중 대학원생이 약 1천 5백명이다. 인종별로는 백인 91%, 흑인 1%, 히스패닉은 0.5% 등으로 백인 학생이 거의 전부에 가깝다. 특이 사항으로는 이웃인 미네소타주에서 온 학생들이 전체의 3분의 1가량 된다는 점이다. 이 학교는 미네소타 주립대학 시스템과 학비 상호 인정제를 실시하고 있어, 상대방 학교의 학생들에게도 자기 주 학생들과 동일하게 저렴한 학비를 내도록 하고 있기 때문이다.

## 학문 및 연구

### 구성
노스다코타 주립대학교는 농대, 인문사회대, 공학 및 건축대, 교육대, 약대 등의 단과대학으로 이루어져있다. 전통적으로 노스다코타 주립대학은 농축산업의 교육과 연구가 강세를 보여 왔다. 또한 농축산 관련 연구소가 많아 세계적으로도 새로운 작물 개발, 병충해 방지법, 농장 목장 운영, 마케팅 등에 큰 기여를 해오고 있다.
다음의 칼리지들로 구성된다.
- 공학 (Engineering)
- 과학 및 수학 (Science and Mathematics)
- 인간개발 및 교육 (Human Development and Education)
- 예술, 인문, 사회과학 (Arts, Humanities, and Social Sciences)
- 공공보건 (Health Professions)
- 경영 (Business)
- 농업, 식품, 자연 자원 (Agriculture, Food Systems & Natural Resources)
- 대학 연구 (University Studies)
- 일반 대학원 및 학제간 연구 (Graduate School and Interdisciplinary Studies)

특히 Northern Crop Institute라 불리는 지역 곡물 연구소에는 세계 여러나라의 농업 전문가들이 찾아와 이 지방에서 재배되는 각종 농작물을 연구하고, 이를 모국에서 활용하기 위한 정보를 얻어가고 있다. 한국 전문가들도 이 연구소에 자주 찾아 온다.

### 평가
노스다코타 주립대학교는 Carnegie Commission 이 선정한 고등교육 분야에서 매우 우수한 연구 중심대학이다. 미국 내 상위 108 개 사립 및 주립 대학으로 선정되었다.

### 산학 연계
노스다코타 주는 소형 건설·농업기계 제조사인 두산밥캣(Bobcat)사의 본사 소재지이다. 두산밥캣은 2015년 노스다코다 주립 대학 STEM 교육 프로그램에 3백만 달러를 기부하여, 강의실 확충 및 장비 기부, 장학금 등에 사용되도록 하였다. 이는 창사 이래 최고의 기부금액이었다. 이에 더해 노스다코다주에서도 이에 상응하는 기금 1백50만 달러를 쾌척했다.